# 가돌리늄

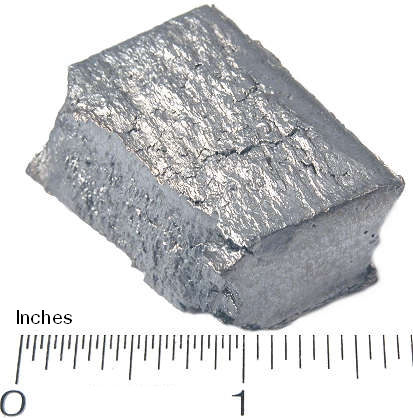

가돌리늄(←영어: Gadolinium 개덜리니엄[*], 문화어: 가돌리니움←독일어: Gadolinium 가돌리니움[*])은 화학 원소로 기호는 Gd(←라틴어: Gadolinium 가돌리니움[*]), 원자 번호는 64이다. 은백색의 연성과 전성이 있는 금속으로 희토류 원소에 속한다. 가돌리늄은 공기 중의 산소나 수증기와 반응하여 표면에 검은색 산화물을 생성한다. 퀴리온도 20 °C 이하에서 가돌리늄은 강자성을 띠며, 니켈보다 자석에 잘 붙는다. 20 °C 이상에서는 상자성을 띰에도 불구하고 자성이 강하다. 자연에서 산화물 형태로 발견된다. 추출될 시, 다른 희토류 원소들을 불순물로 포함하는 경우가 많은데 그 이유는 희토류 원소들은 화학적 성질이 서로 비슷하기 때문이다. 1880년 스위스의 마리냐크(Jean Charles Galissard de Marignac)가 분광기를 이용해 처음 발견하여 핀란드의 화학자 요한 가돌린의 이름을 따서 이름 붙였다. 1886년 프랑스의 화학자 르코크 드 부아보드랑이 최초로 순수한 형태로 분리하였다.
가돌리늄은 특이한 금속공학적 성질을 띠는데, 1% 정도의 작은 양의 가돌리늄으로 철, 크로뮴 등의 금속의 작업성과 고온 환경에서 산화 저항성을 눈에 보일 정도로 향상시킨다는 점이 그 예이다. 금속 또는 염 형태의 가돌리늄은 중성자를 흡수해서 중성자 방사선 촬영이나 원자로에서 중성자를 막는 재료로 쓰이기도 한다.
대부분의 희토류 원소들처럼, 가돌리늄은 형광성이 있는 3가의 양이온을 생성하는데, 3가 가돌리늄 이온을 포함하는 염은 다양한 용도의 형광체로 사용된다.
수용성 염에 포함된 가돌리늄 이온은 포유류에게 독성이 있다. 그러나 가돌리늄 킬레이트 화합물은 독성이 적은데, 이는 그 화합물이 가돌리늄(III) 이온을 운반해 콩팥을 거쳐 몸 밖으로 배출되게 만들어 자유 금속 이온이 기관 안으로 들어갈 수 없기 때문이다. 가돌리늄이 상자성을 띠기 때문에 가돌리늄 유기 킬레이트 화합물은 정맥으로 주입되는 MRI 촬영의 조영제로 이용된다.

## 특성

### 물리적 특성
가돌리늄은 은백색의 연성과 전성이 있는 희토류 금속이다. 실온에서는 빽빽하게 배열된 α구조를 이루지만 1235 °C(고체) 이상으로 가열하면 체심 입방 구조를 가지는 β구조로 전환된다. 157Gd는 안정한 핵종 중에서 중성자를 가장 많이 포획할 수 있다. 20 °C 이하에서는 강자성이며 그 이상의 온도에서는 강한 상자성을 나타낸다. 자기장에 들어가면 온도가 올라가고 다시 나오면 온도가 내려가는 자기 열량 효과를 보이는 원소이기도 하다.

## 동위 원소
자연에는 가돌리늄의 안정한 동위 원소 여섯 가지(154Gd,155Gd,156Gd,157Gd,158Gd,160Gd)가 존재하고 1가지의 방사성 동위 원소(152Gd)가 존재한다. 이 중 가장 많은 것은 158Gd으로 존재 비율은 24.84%이다. 29종류의 방사성 동위 원소가 알려져 있는데 이 중 가장 안정한 것은 152Gd으로 1.08×1014년의 반감기를 거쳐 알파 붕괴한다. 150Gd은 1.79×106년의 반감기를 가진다. 이외의 방사성 동위 원소들은 반감기가 74.7년 이하이다.

## 역사
가돌리늄이라는 이름은 핀란드의 화학자이자 지리학자인 요한 가돌린의 이름에서 따온 것이다. 1880년, 스위스의 화학자 마리냐크는 가돌리나이트라는 광물과 세라이트(세륨을 포함한 규산염 광물)에서 이 원소로 인해 생긴 선 스펙트럼을 관찰하였다. 이후, 세라이트에 더 많은 양의 가돌리늄이 있는 것으로 밝혀졌고 마리냐크는 여기서 가돌리늄 산화물(가돌리나)을 분리해내고 새로운 원소임을 확인하였다. 1886년 프랑스의 부아보드랑이 가돌리늄 산화물로부터 순수한 가돌리늄을 분리해냈다.

## 존재
가돌리늄은 다양한 종류의 광물에 포함되어 있다. 반응성이 큰 편이어서 순수한 상태로는 발견되지 않는다. 지각 속에는 6.2ppm 정도 함유되어 있다. 주 생산국은 중국, 미국, 브라질, 스리랑카, 인도, 호주 등이다. 매년 약 400톤 가량의 순수한 가돌리늄이 생산된다.

## 용도
가돌리늄은 널리 사용되지는 않지만 몇몇 특정한 분야에서 사용된다.
가돌리늄은 안정한 핵종 중에서 가장 중성자를 많이 흡수할 수 있다. 따라서 가돌리늄-157은 중성자를 이용해 종양을 제거하는 수술에 많이 사용된다. 중성자 방사선 사진술과 핵반응로의 차폐물로도 유용하게 사용된다. 캔두형 원자로에서 급하게 핵반응을 감속시켜야 할 경우에도 사용된다.
또, 철, 크로뮴 등의 금속에 1% 정도 혼합한 합금은 가열해도 공기 중에서 잘 산화되지 않고 금속공학적 특성이 뛰어나다.
자기장과 관련된 특성 때문에 MRI에도 사용되며 가돌리늄 화합물은 녹색 형광을 발하기 때문에 컬러 TV의 녹색 부분에 사용되기도 한다.